# Oluf Haraldsen
Oluf ou Olaf II Haraldsen (danois Oluf Haraldsen) † 1143, co-roi de Danemark de 1137 à 1143.

## Biographie
Oluf ou Olaf Oluf Haraldsen est le fils de Harald Kesja et le neveu du roi Éric II Emune. Il est le seul survivant de sa lignée après l'exécution de son père et l'extermination de ses frères par son oncle.
Lorsqu'en 1137, il revendique ses droits au trône danois, il est écarté comme fils d'un usurpateur. Il tente de tuer le roi Erik III Lam, dans une embuscade alors que ce dernier se trouvait dans un domaine royal du sud de la Scanie, mais il échoue et doit s'enfuir en Norvège dont il revient et commence une guerre civile qui ensanglante pendant quatre ans la Seeland et la Scanie.
Dans le nord de la Seeland, il est d'abord repoussé par Rike évêque de Roskilde à Bydinge, puis Oluf remporte une bataille en 1139 à Ramløse près du lac Arresø, où l'évêque est tué. De ce fait, il est excommunié par le pape. Oluf veut ensuite implanter une tête de pont en Scanie mais l'archevêque Eskil de Lund tente de  l'arrêter par la force des armes, il est battu et doit abandonner Lund à Oluf. Eskil se réfugie auprès d'Erik III Lam et tente avec l'appui de l'armée royale de reprendre pied en Scanie, mais il est une nouvelle fois défait. À cette époque, Oluf, qui en 1140 s'est fait acclamer comme roi à Lerbäckshögen, règne sur un Skåneland indépendant de Lund, et se fait apprécier des habitants. Enivré par son succès, il veut nommer un nouvel archevêque et établir un palais royal à Dalby. Erik Lam n'a pas renoncé à le combattre, ses troupes débarquent à Glumstrup à l'est de Lund et il réussit finalement à vaincre Oluf. La guerre se termine lors de la bataille de Tudebro en 1143 où Oluf tombe, et la paix est rétablie  sur « l'ensemble du territoire danois ». Dans la Chronicon Roskildense, Oluf est décrit comme « un monstre à plusieurs têtes », mais les traditions du sud-est du royaume de Danemark le présentent très différemment.
Oluf, dont la domination est réduite à la Scanie, ne contrôle jamais le reste du royaume de Danemark, et de ce fait il n'est pas inclus dans la liste officielle des souverains de la monarchie danoise ou de la Den Store Danske Encyklopædi. Il est toutefois parfois nommé « Olaf II » bien que ce nom soit aussi usité pour un souverain postérieur Oluf III de Danemark. Il est le père de Harald Skraenck (i.e : Postérieur) († 1183), prétendant au trône en 1182 contre Knut VI de Danemark.

## Sources
- (en) Cet article est partiellement ou en totalité issu de l’article de Wikipédia en anglais intitulé « Olaf (II) Haraldsen » (voir la liste des auteurs).
- Lucien Musset, Les Peuples scandinaves au Moyen Âge, Paris, Presses universitaires de France, 1951, 342 p. (OCLC 3005644).
- (de) Europäische Stammtafeln Vittorio Klostermann, Gmbh, Francfort-sur-le-Main, 2004  (ISBN 3465032926),  Die Nachkommen von König Gorm dem Alten von Dänemark  Volume III Tafel 99.
- Simon Lebouteiller (traduit du norrois et présenté), La Saga des rois de Danemark Knýtlinga saga, Toulouse, Anacharis, 2021, 253 p. (ISBN 9791027904129), « § 106 », p. 207